# Bob ai XIX Giochi olimpici invernali - Bob a quattro maschile

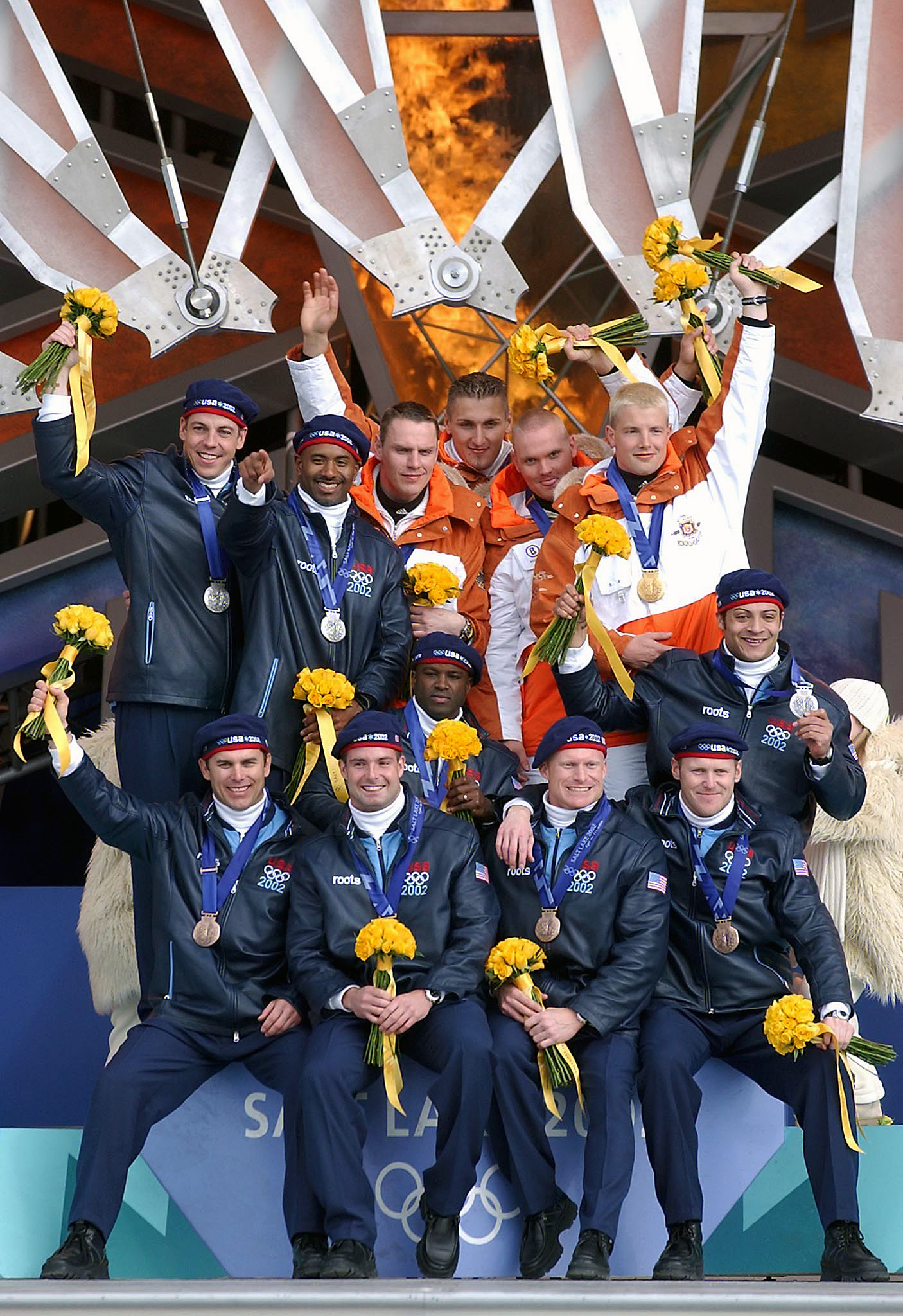
Podio della gara di bob a quattro

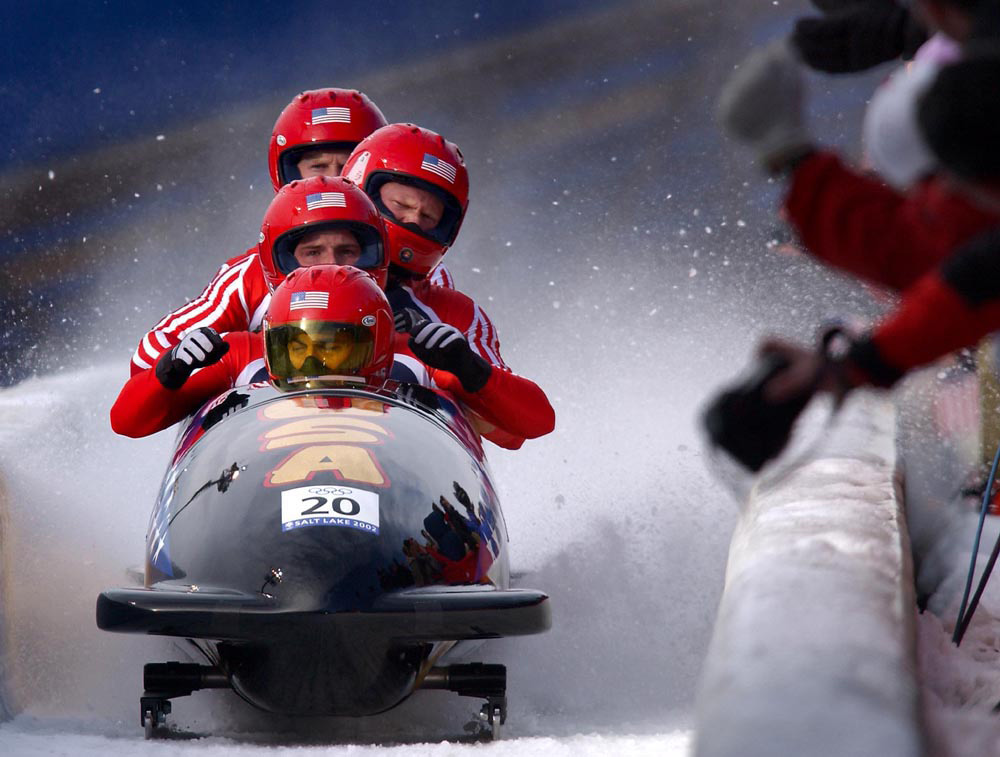
Brian Shimer alla guida di USA-2 al termine della terza manche

Nel bob ai XIX Giochi olimpici invernali la gara del bob a quattro maschile si è disputata nelle giornate del 22 e 23 febbraio nella località di Park City sulla pista dello Utah Olympic Park.

## Atleti iscritti
| America (20)                                                                                          | America (20)                                                                                                | America (20)                                                              |
| --- | --- | ------------------------------------------------------------------------- |
| - Brasile (4) - Canada (4)                                                                            | - Isole Vergini Americane (4) - Stati Uniti (8)                                                             |                                                                           |
| Asia (8)                                                                                              | |                                                                           |
| - Giappone (4)                                                                                        | - Taipei cinese (4)                                                                                         |                                                                           |
| Europa (106)                                                                                          | |                                                                           |
| - Austria (4) - Croazia (4) - Francia (8) - Germania (8) - Italia (4) - Jugoslavia (4) - Lettonia (8) | - Monaco (4) - Norvegia (4) - Paesi Bassi (4) - Polonia (4) - Regno Unito (8) - Rep. Ceca (5) - Romania (4) | - Russia (8) - Slovacchia (4) - Svizzera (8) - Ucraina (4) - Ungheria (5) |
| Oceania (4)                                                                                           | |                                                                           |
| - Nuova Zelanda (4)                                                                                   | |                                                                           |

## Risultati
| Pos. | Nazione (Equipaggio)    | Atleti | 1ª manche | 2ª manche | 3ª manche | 4ª manche | Totale  | Distacco |
| ---- | ----------------------- | --- | --------- | --------- | --------- | --------- | ------- | -------- |
|      | Germania (GER-2)        | André Lange Enrico Kühn Kevin Kuske Carsten Embach                                                                    | 46.71     | 46.64     | 46.84     | 47.32     | 3:07.51 |          |
|      | Stati Uniti (USA-1)     | Todd Hays Randy Jones Bill Schuffenhauer Garrett Hines                                                                | 46.65     | 46.61     | 47.22     | 47.33     | 3:07.81 | +0.30    |
|      | Stati Uniti (USA-2)     | Brian Shimer Mike Kohn Doug Sharp Dan Steele                                                                          | 46.83     | 46.82     | 46.98     | 47.23     | 3:07.86 | +0.35    |
| 4    | Svizzera (CHE-1)        | Martin Annen Silvio Schäufelberger Beat Hefti Cédric Grand                                                            | 46.72     | 46.63     | 47.11     | 47.49     | 3:07.95 | +0.44    |
| 5    | Svizzera (CHE-2)        | Christian Reich Steve Anderhub Guido Acklin Urs Aeberhard                                                             | 46.71     | 46.63     | 47.33     | 47.62     | 3:08.29 | +0.78    |
| 6    | Francia (FRA-1)         | Bruno Mingeon Éric Le Chanony Christophe Fouquet Alexandre Arbez                                                      | 46.92     | 46.86     | 47.25     | 47.53     | 3:08.56 | +1.05    |
| 7    | Lettonia (LAT-1)        | Sandis Prūsis Mārcis Rullis Jānis Silarājs Jānis Ozols                                                                | 46.99     | 46.82     | 47.60     | 47.65     | 3:09.06 | +1.55    |
| 8    | Russia (RUS-1)          | Evgenij Popov Pëtr Makarčuk Sergej Golubev Dmitrij Stëpuškin                                                          | 47.14     | 46.98     | 47.45     | 47.58     | 3:09.15 | +1.64    |
| 9    | Canada                  | Pierre Lueders Ken Leblanc Giulio Zardo Pascal Caron                                                                  | 47.12     | 46.97     | 47.41     | 47.67     | 3:09.17 | +1.66    |
| 10   | Francia (FRA-2)         | Bruno Thomas Michel André Thibault Giroud Philippe Paviot                                                             | 46.88     | 47.03     | 47.47     | 47.82     | 3:09.20 | +1.69    |
| 11   | Gran Bretagna (GBR-1)   | Neil Scarisbrick Scott Rider Philip Goedluck Dean Ward                                                                | 47.09     | 47.05     | 47.44     | 47.79     | 3:09.37 | +1.86    |
| 12   | Lettonia (LAT-2)        | Gatis Gūts Intars Dīcmanis Maris Rozentals Gunārs Bumbulis                                                            | 46.99     | 46.99     | 47.80     | 47.66     | 3:09.44 | +1.93    |
| 13   | Austria                 | Wolfgang Stampfer Michael Müller Klaus Seelos Martin Schützenauer                                                     | 47.19     | 47.27     | 47.51     | 47.60     | 3:09.57 | +2.06    |
| 14   | Gran Bretagna (GBR-2)   | Lee Johnston Phil Harries Dave McCalla Paul Attwood                                                                   | 47.06     | 47.32     | 47.41     | 47.98     | 3:09.77 | +2.26    |
| 15   | Rep. Ceca               | Pavel Puškár Milan Studnicka Peter Kondrát Ivo Danilevič Jan Kobián                                                   | 47.23     | 47.17     | 47.58     | 47.95     | 3:09.93 | +2.42    |
| 16   | Russia (RUS-2)          | Aleksandr Zubkov Aleksej Selivërstov Filipp Egorov Aleksej Andrjunin                                                  | 47.26     | 47.09     | 47.76     | 48.04     | 3:10.15 | +2.64    |
| 17   | Paesi Bassi             | Arend Glas Arnold van Calker Timothy Beck Marcel Welten                                                               | 47.15     | 47.18     | 47.82     | 48.23     | 3:10.38 | +2.87    |
| 18   | Polonia                 | Tomasz Żyła Dawid Kupczyk Krzysztof Sieńko Tomasz Gatka                                                               | 47.22     | 47.48     | 47.93     | 48.10     | 3:10.73 | +3.22    |
| 19   | Italia                  | Fabrizio Tosini Andrea Pais De Libera Massimiliano Rota Giona Cividino                                                | 47.48     | 47.40     | 48.11     | 47.97     | 3:10.96 | +3.45    |
| 20   | Giappone                | Hiroshi Suzuki Shinji Miura Shinji Doigawa Masanori Inoue                                                             | 47.65     | 47.46     | 47.92     | 48.14     | 3:11.17 | +3.66    |
| 21   | Romania                 | Florian Enache Adrian Duminicel Iulian Pacioianu Teodor Demetriad                                                     | 47.59     | 47.66     | 48.19     | 48.22     | 3:11.66 | +4.15    |
| 22   | Ucraina                 | Oleh Polyvach Bohdan Zamostianyk Oleksandr Ivanyšyn Jurij Žuravskij                                                   | 48.03     | 48.09     | 48.76     | 48.89     | 3:13.77 | +6.26    |
| 23   | Ungheria                | Nicholas Frankl Márton Gyulai (manches 1-2) Péter Pallai (manches 3-4) Bertalan Pintér Zsolt Zsombor                  | 48.26     | 48.18     | 49.03     | 49.08     | 3:14.55 | +7.04    |
| 24   | Slovacchia              | Milan Jagnešák Brano Prieložný Marián Vanderka Róbert Krestanko                                                       | 47.80     | 47.88     | 51.10     | 48.64     | 3:15.42 | +7.91    |
| 25   | Jugoslavia              | Boris Rađenović Dalibor Ðurdic Rašo Vucinic Vuk Rađenović                                                             | 48.66     | 48.79     | 48.97     | 49.13     | 3:15.55 | +8.04    |
| 26   | Croazia                 | Ivan Šola Boris Lovrić Ðulijano Koludra Niki Drpić (Manches 1-3) Igor Boraska (Manche 4)                              | 48.84     | 48.45     | 49.17     | 49.68     | 3:16.14 | +8.63    |
| 27   | Brasile                 | Eric Maleson Matheus Inocêncio Edson Bindilatti Cristiano Rogério Pães                                                | 48.91     | 48.76     | 49.44     | 49.62     | 3:16.73 | +9.22    |
| 28   | Monaco                  | Albert, Prince Grimaldi Charles Oula Sébastien Gattuso (Manches 1-3) Patrice Servelle Jean-François Calmes (Manche 4) | 47.82     | 48.02     | 52.44     | 48.91     | 3:17.19 | +9.68    |
| 29   | Taipei Cinese           | Chen Chin-San Chen Chien-Li Lin Ruei-Ming Chen Chien-Sheng                                                            | 48.86     | 49.19     | 50.03     | 49.68     | 3:17.76 | +10.25   |
| -    | Norvegia                | Arnfinn Kristiansen Ole Christian Strømberg Bjarne Røyland Mariusz Musial                                             | 47.02     | 47.18     | 47.84     | DSQ       | -       | -        |
| -    | Germania (GER-1)        | Christoph Langen Markus Zimmermann Franz Sagmeister Stefan Barucha                                                    | 46.91     | 46.77     | DNS       | -         | -       | -        |
| -    | Nuova Zelanda           | Alan Henderson Steve Harrison Angus Ross Mark Edmond                                                                  | 50.67     | DNS       | -         | -         | -       | -        |
| -    | Isole Vergini Americane | Keith Sudziarski Paul Zar Christian Brown Mike Savitch                                                                | 51.36     | DNS       | -         | -         | -       | -        |

Data: venerdì 22 febbraio 2002

Ora locale 1ª manche:  

Ora locale 2ª manche:  

Data: sabato 23 febbraio 2002

Ora locale 3ª manche:  

Ora locale 4ª manche:  

Pista: Utah Olympic Park Track 

Legenda:
- DNS = non partiti (did not start)
- DNF = prova non completata (did not finish)
- DSQ = squalificati (disqualified)
- Pos. = posizione